# Navafría (kommun)
Navafría är en kommun i Spanien.   Den ligger i provinsen Provincia de Segovia och regionen Kastilien och Leon, i den centrala delen av landet, 70 km norr om huvudstaden Madrid. Antalet invånare är 342. Arean är 30 kvadratkilometer.
Terrängen i Navafría är kuperad åt sydväst, men åt nordost är den platt.